# یانوش مورگن‌اشترن
یانوش مورگن‌اشترن (لهستانی: Janusz Morgenstern؛ ‏ ۱۶ نوامبر ۱۹۲۲ – ۶ سپتامبر ۲۰۱۱) کارگردان فیلم و تهیه‌کننده فیلم اهل لهستان بود.
از فیلم‌ها و سریال‌های وی می‌توان به سرنوشت‌های لهستانی، شال‌گردن زرد، شر کمتر، قماری بالاتر از زندگی، یوویتا و آنگاه سکوت فرا خواهد رسید اشاره نمود.